# Frederik Ferdinand Jacobi
Frederik Ferdinand Jacobi (24. maj 1830 i Sorø – 6. oktober 1900) var en dansk officer.
Han var søn af arkitekt Johannes Paulus Jacobi og Ida Kirstine Margrethe født Bagge, blev landkadet 1845 og udnævntes efter bestået officerseksamen 1849 til sekondløjtnant ved 5. reservebataljon med aldersorden fra 1848. Han deltog i kampen ved Helligbæk, slaget ved Isted og fægtningen ved Stenten Mølle og kom ved krigens slutning til 11. bataljon, men derefter tilbage til sin gamle afdeling og udførte forskellige opmålingsarbejder i den sydlige del af Slesvig. Efter bataljonens opløsning 1852 og indtil udnævnelsen til premierløjtnant 1859 gjorde Jacobi tjeneste ved flere forskellige afdelinger, men var fra 1860 ansat som adjudant ved 3. infanteribrigade i Rendsborg, indtil han 1863 blev pladskommandant og detachementskommandør i Glückstadt.
Fra 1. januar 1864 ansattes han til tjeneste ved Armeens overkommando som adjudant og deltog som sådan i Dannevirkes og Dybbøls forsvar samt kampen 18. april. Da overkommandoen opløstes, blev han adjudant ved 2. Generalkommando, indtil han i 1867 udnævntes til kaptajn og ansattes til tjeneste i Krigsministeriet for at assistere ved Hærlovens gennemførelse. Det følgende år udnævntes han til chef for dettes 1. kontor, gjorde i 1880 en kort tid tjeneste ved 4. bataljon, men udnævntes efter vedtagelsen af Hærloven af 25. juli samme år til oberstløjtnant og kort efter til departementschef i Krigsministeriet, hvilken stilling han beklædte til sin død. I 1889 udnævntes han til oberst og i 1891 benådedes han med Kommandørkorset af Dannebrogordenen af 1. grad. I 1883 var Jacobi beordret til at overvære manøvrerne ved det 4. og det 11. preussiske armékorps.
Han ægtede 19. oktober 1861 Frederikke Flies (død 1886), datter af købmand og skibsklarerer Flies i Helsingør. Jacobi døde 6. oktober 1900.